# Jesus, du Guds offerlamm
Jesus, du Guds offerlamm är en sång med text och musik (1887) av George S Smith. Den svenska översättningen gjordes 1977 av Gösta Blomberg.

## Publicerad i
- Frälsningsarméns sångbok 1990 som nr 567 under rubriken "Erfarenhet och vittnesbörd".

- Sångens refräng Du är dig alltid lika är publicerad i 
  - Frälsningsarméns sångbok 1929 som nr 16 i körsångsdelen under rubriken "Bön".
  - Frälsningsarméns sångbok 1968 som nr 15 i körsångsdelen under rubriken "Bön".